# Championnats du monde de cyclisme sur piste 1913
Navigation
Newark 1912 Copenhague 1914
Les Championnats du monde de cyclisme sur piste 1913 ont eu lieu du 23 au 31 août, en Allemagne. Les épreuves amateurs ont lieu à Berlin du 23 au 24 août et les épreuves pour les professionnels ont lieu du 28 au 31 août à Leipzig.

## Résultats

### Podiums professionnels
| Compétition | Or                           | Argent                      | Bronze                              |
| ----------- | ---------------------------- | --------------------------- | ----------------------------------- |
| Vitesse     | Walter Rütt, Empire allemand | Thorvald Ellegaard Danemark | André Perchicot France              |
| Demi-fond   | Paul Guignard France         | Jules Miquel France         | Richard Scheuermann Empire allemand |

### Podiums amateurs
| Compétition | Or                             | Argent                     | Bronze                        |
| ----------- | ------------------------------ | -------------------------- | ----------------------------- |
| Vitesse     | William Bailey Grande-Bretagne | Harry Ryan Grande-Bretagne | Christel Rode Empire allemand |
| Demi-fond   | Leon Meredith Grande-Bretagne  | Alex Beyer Empire allemand | Cor Blekemolen Pays-Bas       |

## Tableau des médailles
| Rang | Nation          | Or | Argent | Bronze | Total |
| ---- | --------------- | -- | ------ | ------ | ----- |
| 1    | Grande-Bretagne | 2  | 1      | 0      | 3     |
| 2    | Allemagne       | 1  | 1      | 2      | 4     |
| 3    | France          | 1  | 1      | 1      | 3     |
| 4    | Danemark        | 0  | 1      | 0      | 1     |
| 5    | Pays-Bas        | 0  | 0      | 1      | 1     |

## Liste des engagés
D'après L'Auto :
- Vitesse professionnels
  -  Allemagne :Clemens Schürmann (de), Fritz Finn, Oskar Peter, Walter Rütt, Willy Lorenz, Carl Rudel, Alfred Schrage, Bruno Wegener (de), Willi Tadewald, Richard Zschernig, Will Techmer, Fritz Hoffmann, Grossmann[2],Otto Meyer (cyclisme), Sussmilch, Willy Bader, Schwab, Rosenfeld, Behrend, Fritz Meyer, Bokhold, Radlein, Schulz, Ganzevoork, Schrnucker, Linsener, Freiwald, Hausler, Gotesleben, Hailmann, Art. Muller, Passenheim, Eipsiedel, Menke, Hiepel, Krahner, Sennecke, Tetzlaff, Karl Muller, Michelis, Ehlert, Vierk, Franz Krupkat.
  -  Autriche : Emanuel Kudela
  -  Belgique : Jos Van Bever, Emile Otto
  -  Danemark : Thorvald Ellegaard
  -  France : Léon Hourlier, Gabriel Poulain, André Perchicot, Émile Friol.
  -  Pays-Bas : Guus Schilling
  -  Italie : Egisto Carapezzi, Amedeo Polledri, Cesare Moretti, Gardellin, Anteo Carapezzi, Carl Messori
  -  Grande-Bretagne : Jenkins

- Vitesse amateurs
  -  Allemagne : Alex Benscheck[4]
  -  Grande-Bretagne :William Bailey[4], Harry Ryan

- Demi-fond
  -  Allemagne : Karl Saldow, Arthur Stellbrinck, Richard Scheuermann, Peter Günther, Gustav Janke, Albert Schipke, Bruno Demke, Ebert, Essor, Arens, Hiesner, Lange, Thomas.
  -  Australie : Shepard.
  -  Belgique : Victor Linart.
  -  États-Unis : Walthour.
  -  France : Paul Guignard, Georges Sérès, Jules Miquel.
  -  Pays-Bas : Van Neck, Timmermanns.
  -  Grande-Bretagne : Tommy Hall.